# Taking Woodstock
Taking Woodstock (Alternativtitel: Taking Woodstock – Der Beginn einer Legende) ist ein 2009 produzierter US-amerikanischer Historienfilm, der anlässlich des 40. Jahrestages die Geschichte des Woodstock-Festivals zum Thema hat. Die Handlung basiert auf dem Roman und der angeblich wahren Geschichte von Elliot Tiber. Regie führte Oscar-Preisträger Ang Lee. In Anlehnung an den Film zum Konzert von Michael Wadleigh wurde auch hier Splitscreen-Technik eingesetzt.

## Handlung
Der 34-jährige Elliot Teichberg arbeitet als Innenarchitekt im New Yorker Stadtteil Greenwich Village und lebt noch immer bei seinen Eltern, die in der Kleinstadt Bethel im US-Bundesstaat New York ein eher erfolgloses Motel betreiben. Um das Geschäft anzukurbeln, hatte Teichberg bereits in den Vorjahren kleine Musikabende organisiert und daher als einziger eine Lizenz, um im Ort Musikfestivals abzuhalten. Diese hatte er sich als Präsident der lokalen Handelskammer auch selbst ausstellen können. Für dieses Jahr hatte er eine kleine experimentelle Theatergruppe eingeladen, die in einer Scheune hinter dem Motel untergebracht war.
Als Teichberg erfährt, dass der Musikproduzent Michael Lang plant, ein großes Musikfestival auf die Beine zu stellen, nimmt er Kontakt mit ihm auf und bietet ihm an, dieses auf dem Areal des Motels seiner Eltern abzuhalten. Das Gelände erscheint den Organisatoren aber als ungeeignet; stattdessen stellt der befreundete Farmer Max Yasgur seine Weiden zur Verfügung. Im Motel von Elliots Eltern wird das Organisationsteam untergebracht. Bei den anderen Bewohnern Bethels stoßen die Pläne auf Ablehnung, da sie eine Hippieinvasion befürchten. Einer der wenigen, die Elliot unterstützen, ist sein gerade aus Vietnam zurückgekehrter Schulfreund Billy, der an einem Kriegstrauma leidet. Als Sicherheitsverantwortlichen stellt Teichberg den Transvestiten und ehemaligen US-Marine Vilma ein.
Nach einer Pressekonferenz, in der Elliot unter Einfluss von Marihuana versehentlich erklärte, der Eintritt zum Festival sei frei, machen sich statt der angenommenen 100.000 Besucher eine Million Menschen auf den Weg nach Bethel. Zudem verwandeln Regenfälle das Gelände in eine Schlammgrube, was für erhebliches Chaos in der Kleinstadt sorgt.
Elliot besucht an allen drei Tagen das Festivalgelände. Den ersten Tag erlebt er als LSD-Trip; an den beiden anderen Tagen bekommt er ebenfalls von dem Konzert nichts mit – wegen der Regenfälle.
Trotz aller Schwierigkeiten lässt das Festival Elliots Eltern, zu denen er ein eher schwieriges Verhältnis hat, spürbar aufleben, und er kommt insbesondere seinem Vater näher. Nach dem Ende des Festivals beschließt Elliot, seinen langgehegten Traum umzusetzen und nach Kalifornien zu ziehen, um dort als Künstler zu arbeiten.

## Hintergrund
Mit einem Budget von 35 Millionen US-Dollar relativ kostengünstig produziert, wurde der Film im August 2008 zwar im Staat New York gedreht, jedoch nicht an Originalschauplätzen. Während Woodstock in Sullivan County stattfand, entstanden die Szenen für den Film in Rensselaer County und in Dutchess County. Das „El Monaco Motel“ wurde in New Lebanon im Columbia County rekonstruiert.
Der Autor des Buchs, Elliot Tiber, wurde als Elliot Teichberg geboren.
Der Film feierte im Mai 2009 bei den Internationalen Filmfestspielen von Cannes Weltpremiere und er wurde im Juni 2009 beim Biografilm Festival in Italien präsentiert. In den Kinos in Deutschland und Österreich lief er ab dem 3. September 2009.
Michael Lang widerspricht Tibers Darstellung vom ersten Treffen mit Max Yasgur. Er sei Yasgur von einem Makler vorgestellt worden. Max Yasgurs Sohn sagt, laut seiner Mutter habe Yasgur Teichberg nicht gekannt. Einer der Organisatoren von Woodstock, Artie Kornfeld, sagte, er habe selbst von Yasgurs Farm erfahren.

## Deutsche Synchronfassung
Die Synchronsprecher für die deutsche Fassung sind:
| Rolle            | Sprecher          |
| ---------------- | ----------------- |
| Elliot Teichberg | Robin Kahnmeyer   |
| Billy            | Ozan Ünal         |
| Elliots Vater    | Jan Spitzer       |
| Michael Lang     | Nicolás Artajo    |
| Max Yasgur       | Frank-Otto Schenk |
| Dan              | Bernd Vollbrecht  |
| Elliots Mutter   | Astrid Bless      |
| Vilma            | Tobias Kluckert   |
| Devon            | Stefan Krause     |